# Jean-Marie Dorsenne

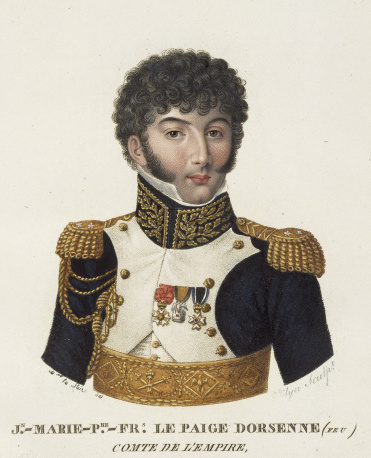
Jean-Marie Dorsenne

Jean-Marie-Pierre-François Dorsenne, comte le Paige (* 30. April 1773 in Ardres, Département Pas-de-Calais; † 24. Juli 1812 in Paris) war ein französischer Général de division der Infanterie (Garde impériale).

## Leben und Wirken
1791 trat Dorsenne, begeistert von den Ideen der Revolution, in die Armee ein. Er konnte sich bald schon in einigen Schlachten auszeichnen und wurde auch mehrfach verwundet.
Im Rang eines Capitains kam er zur Armée d’Italie und fiel dort General Napoléon auf, als die Armee am 16. März 1797 den Tagliamento überqueren musste. Kurze Zeit später holte ihn dieser im Rang eines Chef de bataillon in seinen Stab.
Als Napoleon im darauffolgenden Jahr seine Invasion nach Ägypten plante, meldete sich Dorsenne freiwillig. Dorsenne kämpfte in mehreren Schlachten und wurde mehrfach verwundet. Als Napoleon 1805 die Garde impériale aufstellte, betraute er Dorsenne mit deren Führung. Im Rang eines Colonels führte er diese Garde in der Schlacht bei Austerlitz (2. Dezember 1805) und wurde seiner Tapferkeit wegen zum Général de brigade befördert. Als solcher übernahm er im darauffolgenden Jahr die Führung der Grenadiers à cheval de la Garde impériale und kämpfte in der Schlacht bei Preußisch Eylau (7./8. Februar 1807).
Bereits kurze Zeit später befahl ihn Napoleon wieder nach Spanien, wo Dorsenne als Militärgouverneur von Burgos, später auch von Vieille-Castille eingesetzt wurde. Als am 25. Juli 1811 Maréchal Jean-Baptiste Bessières versetzt wurde, übernahm Dorsenne dessen bisherige Aufgaben.
Bedingt durch die z. T. nicht richtig ausgeheilten Verwundungen verschlechterte sich Anfang 1812 der Gesundheitszustand von General Dorsenne erheblich. Nicht mehr dienstfähig, kehrte er nach Paris zurück und wurde Mitte Juli im Militärkrankenhaus Val-de-Grâce operiert. Er starb am 24. Juli 1812 an den Folgen einer Trepanation und fand seine letzte Ruhestätte im Pantheon von Paris. Einem Ondit nach waren seine letzte Worte: „j’espère mourir dans l’honneur“
General Jean-Marie Dorsenne legte immer sehr großen Wert auf sein Äußeres, was ihm bald schon bei seinen Soldaten den Spitznamen Le beau Dorsenne einbrachte.

## Ehrungen
- 1808 comte Lepaige
- Großoffizier der Ehrenlegion
- Sein Name findet sich am westlichen Pfeiler (34. Spalte) des Triumphbogens am Place Charles de Gaulle (Paris)